# Eric Johansson
Eric Johansson (Eskilstuna, 28 de junio del 2000) es un jugador de balonmano sueco que juega de lateral izquierdo en el THW Kiel. Es internacional con la selección de balonmano de Suecia.
Su primer gran campeonato con la selección fue el Campeonato Europeo de Balonmano Masculino de 2022, en el que ganó la medalla de oro con su selección.

## Palmarés

### Selección nacional
| Campeonato Europeo | Campeonato Europeo   | Campeonato Europeo | Campeonato Europeo |
| Año                | Lugar                | Medalla            |                    |
| ------------------ | -------------------- | ------------------ | ------------------ |
| 2022               | Hungría y Eslovaquia | Medalla de oro     |                    |
| 2024               | Alemania             | Medalla de bronce  |                    |

### Elverum
- Liga de Noruega de balonmano (1): 2022

### THW Kiel
- Liga de Alemania de balonmano (1): 2023
- Supercopa de Alemania de balonmano (2): 2022, 2023

## Clubes
| Club             | País     | Año         |
| ---------------- | -------- | ----------- |
| Eskilstuna Guif  | Suecia   | 2017 - 2021 |
| Elverum Handball | Noruega  | 2021 - 2022 |
| THW Kiel         | Alemania | 2022 - Act. |

## Estadísticas

### Selección nacional
|  | Líder del Torneo            |
|  | Incluido en el Equipo Ideal |

| Torneo              | Partidos | Ataque | Ataque | Ataque      | Ataque | Posición          |
| Torneo              | Partidos | Goles  | Tiros  | Efectividad | Media  | Posición          |
| ------------------- | -------- | ------ | ------ | ----------- | ------ | ----------------- |
| Europeo 2022        | 7        | 8      | 15     | 53,3%       | 1,14   | Medalla de oro    |
| Mundial 2023        | 9        | 40     | 67     | 59,7%       | 4,44   | 4º                |
| Europeo 2024        | 8        | 10     | 25     | 40%         | 1,25   | Medalla de bronce |
| Mundial 2025        | 6        | 18     | 31     | 58,1%       | 3      | 14º               |
| Total en su carrera | 30       | 76     | 138    | 55,1%       | 2,53   | -                 |

Actualizado a 31 de enero de 2025.